# Phase à élimination directe de la Coupe du monde de rugby à XV 2015
La phase à élimination directe de la Coupe du monde de rugby à XV 2015 oppose les huit équipes qualifiées à l'issue du premier tour. Ces équipes se rencontrent dans des matchs à élimination directe à partir des quarts de finale.

## Règlement
Le vainqueur de chaque match est qualifié pour la phase suivante.

## Tableau
Après la phase de groupes, les huit équipes qualifiées sont celles classées aux deux premières places de chaque poule :
| Poule A           | Poule B           | Poule C             | Poule D    |
| ----------------- | ----------------- | ------------------- | ---------- |
| 1. Australie      | 1. Afrique du Sud | 1. Nouvelle-Zélande | 1. Irlande |
| 2. Pays de Galles | 2. Écosse         | 2. Argentine        | 2. France  |

|  | Quarts de finale                             | Quarts de finale                    |                                           |                                           | Demi-finales                        | Demi-finales                        |    |  | Finale                              | Finale                              |
|  | Quarts de finale                             | Quarts de finale                    |                                           |                                           | Demi-finales                        | Demi-finales                        |    |  | Finale                              | Finale                              |
|  |                                              |                                     |                                           |                                           |                                     |                                     |    |  |                                     |                                     |
|  | le 17 octobre à Twickenham, Londres          | le 17 octobre à Twickenham, Londres |                                           |                                           | le 24 octobre à Twickenham, Londres | le 24 octobre à Twickenham, Londres |    |  | le 31 octobre à Twickenham, Londres | le 31 octobre à Twickenham, Londres |
|  | le 17 octobre à Twickenham, Londres          | le 17 octobre à Twickenham, Londres |                                           |                                           | le 24 octobre à Twickenham, Londres | le 24 octobre à Twickenham, Londres |    |  | le 31 octobre à Twickenham, Londres | le 31 octobre à Twickenham, Londres |
|  | Afrique du Sud                               | 23                                  |                                           |                                           | le 24 octobre à Twickenham, Londres | le 24 octobre à Twickenham, Londres |    |  | le 31 octobre à Twickenham, Londres | le 31 octobre à Twickenham, Londres |
|  | Afrique du Sud                               | 23                                  |                                           |                                           | le 24 octobre à Twickenham, Londres | le 24 octobre à Twickenham, Londres |    |  | le 31 octobre à Twickenham, Londres | le 31 octobre à Twickenham, Londres |
|  | Pays de Galles                               | 19                                  |                                           |                                           | le 24 octobre à Twickenham, Londres | le 24 octobre à Twickenham, Londres |    |  | le 31 octobre à Twickenham, Londres | le 31 octobre à Twickenham, Londres |
|  | Pays de Galles                               | 19                                  | Afrique du Sud                            | 18                                        |                                     |                                     |    |  | le 31 octobre à Twickenham, Londres | le 31 octobre à Twickenham, Londres |
|  | le 17 octobre au Millennium Stadium, Cardiff |                                     | Afrique du Sud                            | 18                                        |                                     |                                     |    |  | le 31 octobre à Twickenham, Londres | le 31 octobre à Twickenham, Londres |
|  |                                              | Nouvelle-Zélande                    | 20                                        |                                           |                                     |                                     |    |  | le 31 octobre à Twickenham, Londres | le 31 octobre à Twickenham, Londres |
|  | Nouvelle-Zélande                             | Nouvelle-Zélande                    | 20                                        | 62                                        |                                     |                                     |    |  | le 31 octobre à Twickenham, Londres | le 31 octobre à Twickenham, Londres |
|  | Nouvelle-Zélande                             |                                     |                                           | 62                                        |                                     |                                     |    |  | le 31 octobre à Twickenham, Londres | le 31 octobre à Twickenham, Londres |
|  | France                                       | 13                                  |                                           |                                           |                                     |                                     |    |  | le 31 octobre à Twickenham, Londres | le 31 octobre à Twickenham, Londres |
|  | France                                       | 13                                  | Nouvelle-Zélande                          | 34                                        |                                     |                                     |    |  |                                     |                                     |
|  | le 18 octobre au Millennium Stadium, Cardiff |                                     | Nouvelle-Zélande                          | 34                                        |                                     |                                     |    |  |                                     |                                     |
|  |                                              | Australie                           | 17                                        |                                           |                                     |                                     |    |  |                                     |                                     |
|  | Irlande                                      | Australie                           | 17                                        | 20                                        |                                     |                                     |    |  |                                     |                                     |
|  | Irlande                                      | le 25 octobre à Twickenham, Londres |                                           | 20                                        |                                     |                                     |    |  |                                     |                                     |
|  | Argentine                                    | 43                                  |                                           |                                           |                                     |                                     |    |  |                                     |                                     |
|  | Argentine                                    | 43                                  | Argentine                                 | 15                                        |                                     |                                     |    |  |                                     |                                     |
|  | le 18 octobre à Twickenham, Londres          | le 18 octobre à Twickenham, Londres | Argentine                                 | 15                                        | Match pour la 3e place              | Match pour la 3e place              |    |  |                                     |                                     |
|  | le 18 octobre à Twickenham, Londres          | le 18 octobre à Twickenham, Londres |                                           | Australie                                 | Match pour la 3e place              | Match pour la 3e place              | 29 |  |                                     |                                     |
|  | Australie                                    | 35                                  | le 30 octobre au Stade olympique, Londres | le 30 octobre au Stade olympique, Londres |                                     |                                     | 29 |  |                                     |                                     |
|  | Australie                                    | 35                                  | le 30 octobre au Stade olympique, Londres | le 30 octobre au Stade olympique, Londres |                                     |                                     |    |  |                                     |                                     |
|  | Écosse                                       | 34                                  |                                           | Afrique du Sud                            | 24                                  |                                     |    |  |                                     |                                     |
|  | Écosse                                       | 34                                  |                                           | Afrique du Sud                            | 24                                  |                                     |    |  |                                     |                                     |
|  |                                              |                                     |                                           |                                           |                                     |                                     |    |  | Argentine                           | 13                                  |
|  |                                              |                                     |                                           |                                           |                                     |                                     |    |  | Argentine                           | 13                                  |

## Quarts de finale

### Afrique du Sud - Galles
(mt : 12 – 13)
Homme du match :  Schalk Burger
Points marqués :
- Afrique du Sud : 1 essai de du Preez (75e) ; 5 pénalités de Pollard (9e, 13e, 17e, 21e, 62e) ; 1 drop de Pollard (52e)
- Galles : 1 essai de Gareth Davies (18e) ; 1 transformation de Biggar (19e) ; 3 pénalités de Biggar (15e, 47e, 64e) ; 1 drop de Biggar (40e)

Évolution du score : 3-0, 6-0, 6-3, 9-3, 9-10, 12-10, 12-13, 12-16, 15-16, 18-16, 18-19, 23-19 
Arbitre :  Wayne Barnes
Touche :  George Clancy et  JP Doyle 

Vidéo :  Graham Hughes
Résumé :
| Afrique du Sud · Titulaires · 15 Willie le Roux · 14 JP Pietersen · 13 Jesse Kriel 68e · 12 Damian de Allende · 11 Bryan Habana · 10 Handré Pollard 77e · 9 Fourie du Preez (cap.) 75e · 8 Duane Vermeulen · 7 Schalk Burger · 6 Francois Louw 68e · 5 Lood de Jager · 4 Eben Etzebeth 68e · 3 Frans Malherbe 61e · 2 Bismarck du Plessis 12e 24e 56e · 1 Tendai Mtawarira 57e · Remplaçants · 16 Adriaan Strauss 12e 24e 56e · 17 Trevor Nyakane 57e · 18 Jannie du Plessis 61e · 19 Pieter-Steph du Toit 68e · 20 Willem Alberts 68e · 21 Ruan Pienaar · 22 Patrick Lambie 77e · 23 Jan Serfontein 68e · Entraîneur · Heyneke Meyer |  | Pays de Galles · Titulaires · Gareth Anscombe 15 · Alex Cuthbert 14 · 68e Tyler Morgan 13 · 74e Jamie Roberts 12 · 71e George North 11 · Dan Biggar 10 · 18e Gareth Davies 9 · Toby Faletau 8 · (cap.) Sam Warburton 7 · 68e Dan Lydiate 6 · Alun Wyn Jones 5 · 64e Luke Charteris 4 · 56e Samson Lee 3 · 57e Scott Baldwin 2 · 56e Gethin Jenkins 1 · Remplaçants · 57e Ken Owens 16 · 56e Paul James 17 · 56e Tomas Francis 18 · 64e Bradley Davies 19 · 68e Justin Tipuric 20 · 71e Lloyd Williams 21 · 74e Rhys Priestland 22 · 68e James Hook 23 · Entraîneur · Warren Gatland |

### Nouvelle-Zélande - France
(29 - 13)
Homme du match :  Julian Savea
Points marqués :
- Nouvelle-Zélande : 9 essais de Retallick (11e), Milner-Skudder (23e), Savea (29e, 38e, 59e), Kaino (50e), Read (64e) et Kerr-Barlow (68e, 71e) ; 7 transformations de Carter (12e, 25e, 31e, 60e, 65e, 68e, 72e) ; 1 pénalité de Carter (7e)
- France : 1 essai de Picamoles (36e) ; 1 transformation de Parra (37e) ; 2 pénalités de Spedding (9e) et Parra (15e)

Évolution du score : 3-0, 3-3, 10-3, 10-6, 17-6, 24-6, 24-13, 29-13, 34-13, 41-13, 48-13, 55-13, 62-13
Arbitre :  Nigel Owens
Touche :  Jaco Peyper et  John Lacey 

Vidéo :  Shaun Veldsman
Résumé :
| Nouvelle-Zélande · Titulaires · 15 Ben Smith · 14 Nehe Milner-Skudder 23e 40e · 13 Conrad Smith 52e · 12 Ma'a Nonu · 11 Julian Savea 29e 38e 59e · 10 Dan Carter · 9 Aaron Smith 65e · 8 Kieran Read 64e · 7 Richie McCaw (cap.) 69e · 6 Jerome Kaino 50e 65e · 5 Sam Whitelock · 4 Brodie Retallick 11e · 3 Owen Franks 51e · 2 Dane Coles 60e · 1 Wyatt Crockett 28e · Remplaçants · 16 Keven Mealamu 60e · 17 Joe Moody 28e · 18 Charlie Faumuina 51e · 19 Victor Vito 65e · 20 Sam Cane 69e · 21 Tawera Kerr-Barlow 65e 68e 71e · 22 Beauden Barrett 40e · 23 Sonny Bill Williams 52e · Entraîneur · Steve Hansen |  | France · Titulaires · Scott Spedding 15 · Noa Nakaitaci 14 · 61e Alexandre Dumoulin 13 · Wesley Fofana 12 · Brice Dulin 11 · 12e Frédéric Michalak 10 · 69e Morgan Parra 9 · 36e 47e à 57e 72e Louis Picamoles 8 · Bernard Le Roux 7 · (cap.) Thierry Dusautoir 6 · Yoann Maestri 5 · 48e Pascal Papé 4 · 61e Rabah Slimani 3 · 57e Guilhem Guirado 2 · 61e Eddy Ben Arous 1 · Remplaçants · 57e Dimitri Szarzewski 16 · 61e Vincent Debaty 17 · 61e Nicolas Mas 18 · 72e Damien Chouly 19 · 48e Yannick Nyanga 20 · 69e Rory Kockott 21 · 12e Rémi Talès 22 · 61e Mathieu Bastareaud 23 · Entraîneur · Philippe Saint-André |

### Irlande - Argentine
(mt : 10 - 20)
Homme du match :  Nicolás Sánchez
Points marqués :
- Irlande : 2 essais de Fitzgerald (26e), Murphy (44e) ; 2 transformations de Madigan (27e, 45e) ; 2 pénalités de Madigan (20e, 53e)
- Argentine : 4 essais de Moroni (3e), Imhoff (10e, 73e), Tuculet (69e) ; 4 transformations de Sánchez (5e, 10e, 70e, 74e) ; 5 pénalités de Sánchez (13e, 22e, 51e, 64e, 77e)

Évolution du score : 0-7, 0-14, 0-17, 3-17, 3-20, 10-20, 17-20, 17-23, 20-23, 20-26, 20-33, 20-40, 20-43  
Arbitre :  Jérôme Garcès
Touche :  Romain Poite et  Chris Pollock 

Vidéo :  George Ayoub
Résumé :
| Irlande · Titulaires · 15 Rob Kearney · 14 Tommy Bowe 13e · 13 Keith Earls · 12 Robbie Henshaw · 11 David Kearney · 10 Ian Madigan · 9 Conor Murray 70e · 8 Jamie Heaslip (cap.) · 7 Chris Henry · 6 Jordi Murphy 44e 70e · 5 Iain Henderson · 4 Devin Toner 71e · 3 Mike Ross 51e · 2 Rory Best 66e · 1 Cian Healy 51e · Remplaçants · 16 Richardt Strauss 66e · 17 Jack McGrath 51e · 18 Nathan White 51e · 19 Donnacha Ryan 71e · 20 Rhys Ruddock 70e · 21 Eoin Reddan 70e · 22 Paddy Jackson · 23 Luke Fitzgerald 13e 26e · Entraîneur · Joe Schmidt |  | Argentine · Titulaires · 69e Joaquín Tuculet 15 · Santiago Cordero 14 · 3e 68e Matías Moroni 13 · Juan Martín Hernández 12 · 10e 73e Juan Imhoff 11 · Nicolás Sánchez 10 · 52e Martín Landajo 9 · 23e 27e 50e Leonardo Senatore 8 · Juan Martín Fernández Lobbe 7 · Pablo Matera 6 · Tomás Lavanini 5 · 60e Guido Petti Pagadizábal 4 · 17e à 27e 72e Ramiro Herrera 3 · 55e (cap.) Agustín Creevy 2 · 67e Marcos Ayerza 1 · Remplaçants · 55e Julián Montoya 16 · 67e Lucas Noguera Paz 17 · 23e 27e 72e Juan Pablo Orlandi 18 · 60e Matías Alemanno 19 · 50e Facundo Isa 20 · 52e Tomás Cubelli 21 · 68e Jerónimo de la Fuente 22 · Lucas González Amorosino 23 · Entraîneur · Daniel Hourcade |

### Australie - Écosse
(mt :  15 - 16 )
Homme du match :  Matt Giteau
Points marqués :
- Australie : 5 essais de  Ashley-Cooper (9e),  Mitchell (30e, 43e),  Hooper (40e),  Kuridrani (64e) ; 2 transformations de  Foley (44e, 64e) ; 2 pénalités de Foley (54e, 79e)
- Écosse : 3 essais de  Horne (18e),  Seymour (59e),  Bennett (74e) ; 2 transformations de  Laidlaw (19e, 75e) ; 5 pénalités de Laidlaw (14e, 21e, 34e, 47e, 69e)

Évolution du score : 5-0, 5-3, 5-10, 5-13, 10-13, 10-16, 15-16, 22-16, 22-19, 25-19, 25-24, 32-24, 32-27, 32-34, 35-34
Arbitre :  Craig Joubert
Touche :  Glen Jackson et  Pascal Gaüzère 

Vidéo :  Ben Skeen
Résumé : Alors que l'Écosse mène 34 à 32 à deux minutes de la fin du match, l'arbitre Craig Joubert accorde une pénalité aux Australiens, que passe Foley, permettant aux Wallabies de remporter la rencontre (35-34) et de se qualifier pour les demi-finales. Le World Rugby reconnaît après la rencontre que Joubert a commis une erreur d'arbitrage en accordant cette pénalité au lieu d'une mêlée.
| Australie · Titulaires · 15 Kurtley Beale · 14 Adam Ashley-Cooper 9e · 13 Tevita Kuridrani 64e · 12 Matt Giteau · 11 Drew Mitchell 30e 43e · 10 Bernard Foley · 9 Will Genia 71e · 8 Ben McCalman · 7 Michael Hooper 40e · 6 Scott Fardy · 5 Rob Simmons 66e · 4 Kane Douglas · 3 Sekope Kepu 54e · 2 Stephen Moore (cap.) 62e · 1 Scott Sio 51e · Remplaçants · 16 Tatafu Polota-Nau 62e · 17 James Slipper 51e · 18 Greg Holmes 54e · 19 Dean Mumm 66e · 20 Sean McMahon · 21 Nick Phipps 71e · 22 Matt Toomua · 23 Quade Cooper · Entraîneur · Michael Cheika |  | Écosse · Titulaires · Stuart Hogg 15 · 42e à 52e Sean Maitland 14 · 74e Mark Bennett 13 · 18e 71e Peter Horne 12 · 59e 63e Tommy Seymour 11 · Finn Russell 10 · (cap.) Greig Laidlaw 9 · David Denton 8 · John Hardie 7 · 67e Blair Cowan 6 · 67e Jonny Gray 5 · Richie Gray 4 · 75e WP Nel 3 · 54e Ross Ford 2 · 47e Alasdair Dickinson 1 · Remplaçants · 54e Fraser Brown 16 · 47e Gordon Reid 17 · 75e Jon Welsh 18 · 67e Tim Swinson 19 · 67e Josh Strauss 20 · Henry Pyrgos 21 · 71e Richie Vernon 22 · 63e Sean Lamont 23 · Entraîneur · Vern Cotter |

## Demi-finales

### Afrique du Sud - Nouvelle-Zélande
(mt : 12 - 7)
Homme du match :  Ben Smith
Points marqués :
- Afrique du Sud : 6 pénalités de Pollard (3e, 11e, 21e, 39e, 58e) et Lambie (69e)
- Nouvelle-Zélande : 2 essais de Kaino (6e) et Barrett (52e) ; 2 transformations de Carter (9e, 53e) ; 1 pénalité de Carter (60e) ; 1 drop de Carter (46e)

Évolution du score : 3-0, 3-7, 6-7, 9-7, 12-7, 12-10, 12-17, 15-17, 15-20, 18-20
Arbitre :  Jérôme Garcès
Touche :  Romain Poite et  John Lacey 

Vidéo :  George Ayoub
Résumé :
| Afrique du Sud · Titulaires · 15 Willie le Roux · 14 JP Pietersen · 13 Jesse Kriel · 12 Damian de Allende 79e · 11 Bryan Habana 52e à 62e · 10 Handré Pollard 65e · 9 Fourie du Preez (cap.) · 8 Duane Vermeulen · 7 Schalk Burger 64e · 6 Francois Louw 29e 35e · 5 Lood de Jager 60e · 4 Eben Etzebeth · 3 Frans Malherbe 60e · 2 Bismarck du Plessis 53e · 1 Tendai Mtawarira 53e · Remplaçants · 16 Adriaan Strauss 53e · 17 Trevor Nyakane 53e · 18 Jannie du Plessis 60e · 19 Victor Matfield 60e · 20 Willem Alberts 29e 35e 64e · 21 Ruan Pienaar · 22 Patrick Lambie 65e · 23 Jan Serfontein 79e · Entraîneur · Heyneke Meyer |  | Nouvelle-Zélande · Titulaires · Ben Smith 15 · 49e Nehe Milner-Skudder 14 · Conrad Smith 13 · 52e Ma'a Nonu 12 · Julian Savea 11 · Dan Carter 10 · Aaron Smith 9 · Kieran Read 8 · (cap.) Richie McCaw 7 · 6e 39e à 49e 67e Jerome Kaino 6 · Sam Whitelock 5 · Brodie Retallick 4 · 52e Owen Franks 3 · 67e Dane Coles 2 · 69e Joe Moody 1 · Remplaçants · 67e Keven Mealamu 16 · 69e Ben Franks 17 · 52e Charlie Faumuina 18 · Victor Vito 19 · 67e Sam Cane 20 · Tawera Kerr-Barlow 21 · 49e 52e Beauden Barrett 22 · 52e Sonny Bill Williams 23 · Entraîneur · Steve Hansen |

### Argentine - Australie
(mt : 9 - 19)
Homme du match :  Adam Ashley-Cooper
Points marqués : 
- Argentine : 5 pénalités de Sánchez (7e, 24e, 36e, 45e, 55e)
- Australie : 4 essais de Rob Simmons (2e) et Ashley-Cooper (10e, 32e, 72e) ; 3 transformations de Foley (3e, 11e, 73e) ; 1 pénalité de Foley (48e)

Évolution du score : 0-7, 3-7, 3-14, 6-14, 6-19, 9-19, 12-19, 12-22, 15-22, 15-29
Arbitre :  Wayne Barnes
Touche :  Jaco Peyper et  George Clancy 

Vidéo :  Ben Skeen
Résumé :
| Argentine · Titulaires · 15 Joaquín Tuculet · 14 Santiago Cordero · 13 Marcelo Bosch · 12 Juan Martín Hernández 44e · 11 Juan Imhoff 18e · 10 Nicolás Sánchez · 9 Martín Landajo 56e · 8 Leonardo Senatore 49e · 7 Juan Martín Fernández Lobbe · 6 Pablo Matera · 5 Tomás Lavanini 26e à 36e · 4 Guido Petti Pagadizábal 58e · 3 Ramiro Herrera 61e · 2 Agustín Creevy (cap.) 31e · 1 Marcos Ayerza 61e · Remplaçants · 16 Julián Montoya 31e · 17 Lucas Noguera Paz 61e · 18 Juan Figallo 61e · 19 Matías Alemanno 58e · 20 Facundo Isa 49e · 21 Tomás Cubelli 56e · 22 Jerónimo de la Fuente 44e · 23 Lucas González Amorosino 18e · Entraîneur · Daniel Hourcade |  | Australie · Titulaires · 65e Israel Folau 15 · 10e 32e 72e Adam Ashley-Cooper 14 · Tevita Kuridrani 13 · 47e Matt Giteau 12 · Drew Mitchell 11 · Bernard Foley 10 · 67e Will Genia 9 · David Pocock 8 · Michael Hooper 7 · 56e 61e 71e Scott Fardy 6 · 2e 67e Rob Simmons 5 · Kane Douglas 4 · 53e Sekope Kepu 3 · 59e (cap.) Stephen Moore 2 · 53e James Slipper 1 · Remplaçants · 59e Tatafu Polota-Nau 16 · 53e Toby Smith 17 · 53e Greg Holmes 18 · 67e Dean Mumm 19 · 56e 61e 71e Ben McCalman 20 · 67e Nick Phipps 21 · 65e Matt Toomua 22 · 47e Kurtley Beale 23 · Entraîneur · Michael Cheika |

## Match pour la troisième place

### Afrique du Sud - Argentine
(mt : 16 - 0)
Homme du match :  Damian de Allende
Points marqués : 
- Afrique du Sud : 2 essais de Pietersen (6e) et Etzebeth (43e) ; 1 transformation de Pollard (7e) ; 4 pénalités de Pollard (14e, 30e, 40e, 48e)
- Argentine : 1 essai de Orlandi (80e) ; 1 transformation de Sánchez (80e) ; 1 pénalité de Sanchez (52e) ; 1 drop de Sanchez (42e)

Évolution du score : 7-0, 10-0, 13-0, 16-0, 16-3, 21-3, 24-3, 24-6, 24-13
Arbitre :  John Lacey
Touche :  Glen Jackson et  Chris Pollock 

Vidéo :  Graham Hughes
Résumé :
| Afrique du Sud · Titulaires · 15 Willie le Roux 64e · 14 JP Pietersen 6e · 13 Jesse Kriel · 12 Damian de Allende · 11 Bryan Habana 67e · 10 Handré Pollard · 9 Ruan Pienaar 77e · 8 Duane Vermeulen · 7 Schalk Burger 53e 61e 66e · 6 Francois Louw 61e 66e · 5 Victor Matfield (cap.) 63e · 4 Eben Etzebeth 43e · 3 Frans Malherbe 61e 70e · 2 Bismarck du Plessis 49e · 1 Tendai Mtawarira 40e · Remplaçants · 16 Adriaan Strauss 49e · 17 Trevor Nyakane 40e · 18 Jannie du Plessis 61e 70e · 19 Lood de Jager 63e · 20 Willem Alberts 53e · 21 Rudy Paige 77e · 22 Patrick Lambie 64e · 23 Jan Serfontein 67e · Entraîneur · Heyneke Meyer |  | Argentine · Titulaires · Lucas González Amorosino 15 · Santiago Cordero 14 · Matías Moroni 13 · 71e Jerónimo de la Fuente 12 · 58e Horacio Agulla 11 · (cap.) Nicolás Sánchez 10 · 5e à 15e 53e Tomás Cubelli 9 · Juan Manuel Leguizamón 8 · 53e Juan Martín Fernández Lobbe 7 · Javier Ortega Desio 6 · Tomás Lavanini 5 · 47e Matías Alemanno 4 · 55e Ramiro Herrera 3 · 77e Julián Montoya 2 · 15e 22e 53e 61e 71e Juan Figallo 1 · Remplaçants · 15e 22e 53e 61e 71e Lucas Noguera Paz 16 · 55e 80e Juan Pablo Orlandi 17 · 77e Santiago García Botta 18 · 47e Guido Petti Pagadizábal 19 · 53e Facundo Isa 20 · 53e Martín Landajo 21 · 71e Santiago González Iglesias 22 · 58e Juan Pablo Socino 23 · Entraîneur · Daniel Hourcade |

## Finale

### Nouvelle-Zélande - Australie
(mt : 16 - 3)
Homme du match :  Dan Carter
Points marqués : 
- Nouvelle Zélande : 3 essais de Milner-Skudder (39e), Nonu (42e) et Barrett (79e) ; 2 transformations de Carter (40e, 80e) ; 4 pénalités de Carter (8e, 27e, 36e, 75e) ; 1 drop de Carter (70e)
- Australie : 2 essais de Pocock (53e) et Kuridrani (64e) ; 2 transformations de Foley (54e, 65e) ; 1 pénalité de Foley (14e)

Évolution du score : 3-3, 6-3, 9-3, 16-3, 21-3, 21-10, 21-17, 24-17, 27-17, 34-17 
Arbitre :  Nigel Owens
Touche :  Jérôme Garcès et  Wayne Barnes 

Vidéo :  Shaun Veldsman
Résumé :
Les Néo-Zélandais sont dominateurs en première mi-temps (71 % de possession de balle, 79 % d’occupation du camp adverse) mais ils ne parviennent à se détacher qu'à la 39e minute sur un essai de leur ailier Nehe Milner-Skudder après une longue séquence de jeu. Ils prennent le large dès le début du second acte grâce à un deuxième essai signé Ma'a Nonu au bout d'une course de 45 mètres (21-3), mais l'expulsion temporaire de leur arrière Ben Smith, à la 52e minute, change la donne. Coup sur coup, en supériorité numérique, l'Australie marque deux essais transformés par David Pocock et Tevita Kuridrani pour revenir à quatre points à l'heure de jeu (21-17). De nouveau à 15, les All Blacks reprennent ensuite leur domination territoriale, et par un drop tapé sans élan des 40 mètres, puis une pénalité des 50 mètres, Daniel Carter leur redonne dix points d'avance (27-17) à cinq minutes de la fin du match. L'ouvreur Néo-Zélandais marque dix-neuf points en tout dans cette finale. La victoire des All Blacks est parachevée sur un contre par le remplaçant Beauden Barrett qui part aplatir à la dernière minute. À l'issue de la première finale de Coupe du monde comptant cinq essais en tout, la Nouvelle-Zélande devient la première équipe triple championne du monde et la première à conserver un titre. Pour la première fois aussi, elle réussit à être sacrée hors de ses terres, puisque ses victoires de 1987 et 2011 avaient été obtenues sur son terrain de l'Eden Park d'Auckland.
L'Australie disputait pour sa part sa quatrième finale, pour désormais un bilan de deux victoires et deux défaites.
| Nouvelle-Zélande · Titulaires · 15 Ben Smith 52e à 62e · 14 Nehe Milner-Skudder 39e 65e · 13 Conrad Smith 40e · 12 Ma'a Nonu 42e · 11 Julian Savea · 10 Dan Carter · 9 Aaron Smith 71e · 8 Kieran Read · 7 Richie McCaw (cap.) 80e · 6 Jerome Kaino 71e · 5 Sam Whitelock · 4 Brodie Retallick · 3 Owen Franks 54e · 2 Dane Coles 65e · 1 Joe Moody 59e · Remplaçants · 16 Keven Mealamu 65e · 17 Ben Franks 59e · 18 Charlie Faumuina 54e · 19 Victor Vito 71e · 20 Sam Cane 80e · 21 Tawera Kerr-Barlow 71e · 22 Beauden Barrett 65e 79e · 23 Sonny Bill Williams 40e · Entraîneur · Steve Hansen |  | Australie · Titulaires · Israel Folau 15 · Adam Ashley-Cooper 14 · 64e Tevita Kuridrani 13 · 26e Matt Giteau 12 · 66e 71e Drew Mitchell 11 · Bernard Foley 10 · 70e Will Genia 9 · 53e David Pocock 8 · Michael Hooper 7 · 61e Scott Fardy 6 · Rob Simmons 5 · 15e Kane Douglas 4 · 59e Sekope Kepu 3 · 55e (cap.) Stephen Moore 2 · 59e Scott Sio 1 · Remplaçants · 55e Tatafu Polota-Nau 16 · 59e James Slipper 17 · 59e Greg Holmes 18 · 15e Dean Mumm 19 · 61e Ben McCalman 20 · 70e Nick Phipps 21 · 66e 71e Matt Toomua 22 · 26e Kurtley Beale 23 · Entraîneur · Michael Cheika |